# 長井亜歴山
長井 亜歴山（ながい あれきさん、1887年（明治20年）1月19日 - 1966年（昭和41年）6月12日）は、日本の外交官、弁護士、弁理士。東京帝国大学法学部卒業。
父はエフェドリンの発見者で日本薬学の父として知られる長井長義。祖父は徳島藩医の長井琳章。

## 生涯
1887年（明治20年）、近代薬学の開祖である長井長義とドイツ人女性のテレーゼ・シューマッハの長男として生まれる。亜歴山は東京帝国大学法学部を卒業後、逓信省勤務、久原本店勤務を経て、外交官となり、6ヶ国語に精通した。また勝海舟の孫で、目賀田種太郎の次女・多計代（たけよ）と結婚した。
駐ドイツ日本国大使館付商務官となり、第二次世界大戦のベルリン陥落後はアメリカ軍によりワシントンD.C.に連行された。終戦後の1949年に弁護士・弁理士を開業し、晩年は父の生まれ故郷である徳島県で暮らした。ドイツの石材を使った晩年の住まいは徳島市の八坂神社の所有となり、現在は鳴門市の花見山にある「心の手紙館」として使われている。
1966年（昭和41年）、脳溢血のため神奈川県足柄下郡箱根町仙石原の別荘で死去。ベルリン時代には日本人演奏家を支援したり、竹久夢二や東山魁夷などを招いて、自邸で日本画講習会を開いたりするなど日独交流に努めた。

## 著書
- 『技術援助契約の実際』（野口良光、日本工業新聞社出版部、1967年）
- 『技術援助契約の実際』（野口良光、日本工業新聞社、1965年）
- 『独逸の経済と国民生活』（タイムス社、1941年）
- 『独逸の統制経済と共栄圏に於ける指導的地位の確立』（名古屋実業組合聯合会、1940年）
- 『独逸の観光及び経済事情に就て : 長井亜歴山氏講演概要』（近畿観光協会、1940年）
- 『ドイツの統制経済は如何なる機関によつて行はれているか』（大阪商工会議所、1939年）